# Changlimithang Stadium
Das Changlimithang National Stadium ist ein Stadion in Thimphu, Bhutan. Es wird überwiegend für Fußballspiele, Wettbewerbe im Bogenschießen sowie für Cricket genutzt. Es war auch der Ort, an dem mit Eine Geschichte aus zwei Städten erstmals in Bhutan eine Theaterfreiluftaufführung stattfand.

## Geschichte
Das 15.000 Zuschauern Platz bietende Stadion wurde 1974 anlässlich der Krönung des vierten Druk Gyalpos, Jigme Singye Wangchuck, errichtet. Dabei besaß es zunächst eine Kapazität von 10.000 Zuschauerplätzen. Diese wurde bei einer Renovierung im Jahr 2007 auf 15.000 erhöht. Anlass waren die Jahrhundertfeier der seit 1907 in Bhutan regierenden Wangchuck-Dynastie sowie die bevorstehende Krönung des fünften Druk Gyalpo, Jigme Khesar Namgyal Wangchuck, am 6. November 2008.
1885 schlug Ugyen Wangchuk auf diesem Gelände den letzten Aufstand der seit 1882 andauernden Unruhen nieder. Das Areal mit einer Fläche von rund 11 Hektar diente bereits seit der Zeit des dritten Druk Gyalpo, Jigme Dorje Wangchuck, als Ort öffentlicher Veranstaltungen.

## Trivia

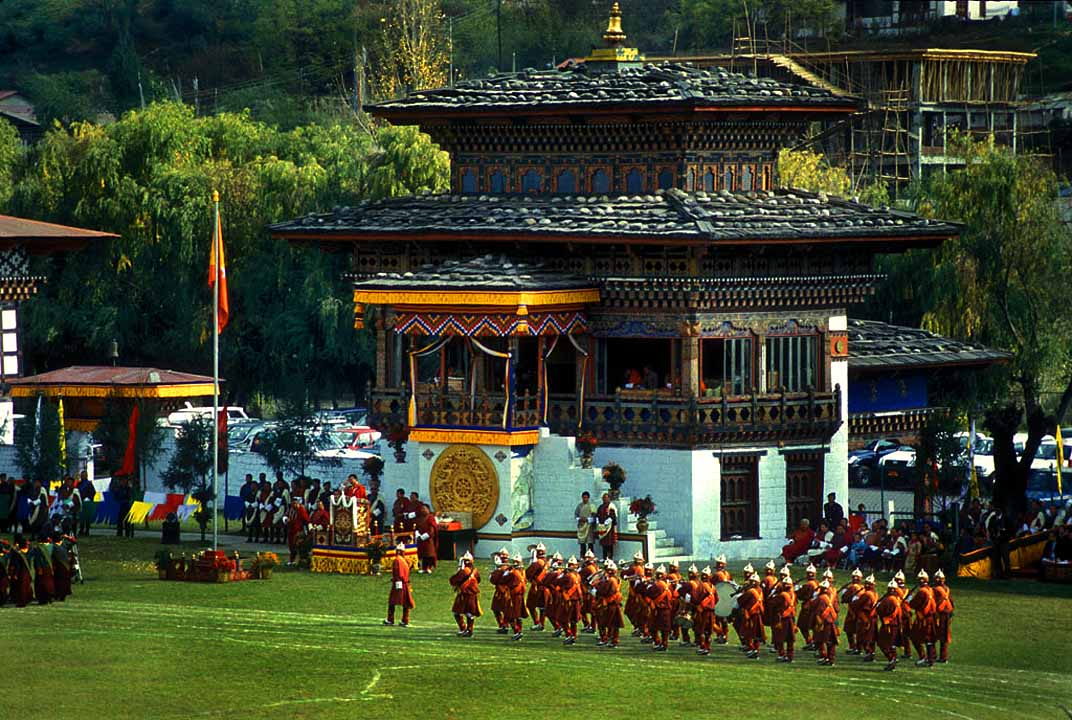
Bogenschießen im Changlimithang Stadium, 27. Februar 2005

Johan Kramers Dokumentarfilm „The Other Final“ – Das andere Finale wurde teilweise im Changlimithang Stadium gedreht. In dem Film ging es um ein Fußballspiel zwischen den beiden auf der FIFA-Rangliste damals am schlechtesten platzierten Mannschaften, Bhutan und Montserrat. Das auf Platz 202 liegende Bhutan gewann gegen den 203. der Weltrangliste, Montserrat, mit 4:0.